# Naod Mekonnen
Naod Pablo de Oliveira Mekonnen (* 18. Januar 2000 in Leipzig) ist ein deutsch-angolanischer Fußballspieler.

## Karriere
Nach seinen Anfängen in der Jugend des TSV 1886 Markkleeberg wechselte er im Sommer 2011 in die Jugendabteilung von RB Leipzig. Nachdem er für seinen Verein 63 Spiele in der B- und A-Junioren-Bundesliga und drei Spiele in der Saison 2017/18 in der UEFA Youth League bestritten hatte, wechselte er im Sommer 2019 zum Drittligisten Preußen Münster. Dort kam er auch zu seinem ersten Einsatz im Profibereich, als er am 4. Juli 2020, dem 38. Spieltag, beim 2:2-Auswärts-Unentschieden gegen den 1. FC Magdeburg in der Startformation stand. In der anschließenden Regionalliga-Saison 2020/21 zählte Mekonnen nach der Verpflichtung von Dennis Daube für das Mittelfeldzentrum nur selten zum Spieltagskader und kam zu elf Einsätzen, bevor er den Klub im Sommer 2021 verließ.